# Myiodactylus chrysopoides
Myiodactylus chrysopoides är en insektsart som beskrevs av Navás 1921. Myiodactylus chrysopoides ingår i släktet Myiodactylus och familjen Nymphidae. Inga underarter finns listade i Catalogue of Life.